# Samuel Osgood
Samuel Osgood (Andover, 5 februari 1747 – 12 augustus 1813) was een Amerikaanse koopman en staatsman.

## Biografie
Zijn ouderlijk huis staat op Osgood Street 440 in North Andover. Zijn eigen huis staat in New York, het Samuel Osgood House. Dit huis diende als het eerste presidentiële herenhuis van het land. Hij diende in het General Court van Massachusetts en het Huis van Afgevaardigden van de staat New York, vertegenwoordigde Massachusetts in het Continentale Congres en was de vierde postmeester-generaal van de Verenigde Staten (de eerste onder de huidige grondwet), tijdens de eerste termijn van George Washington.
In 1812 werd hij verkozen tot de eerste president van de nieuw gevormde City Bank of New York, de voorloper van het huidige Citigroup.

### Vroege leven
John Osgood kwam in 1638 Vanuit Andover naar Massachusetts. In 1646 stichtte hij daar een nieuwe nederzetting en noemde het Andover naar zijn geboorteplaats. Vier generaties later woonde kapitein Peter Osgood hier nog.
Samuel ging naar de Dummer Academie (nu The Governor's Academy), en vervolgens naar Harvard College, waar hij theologie ging studeren. In 1770 studeerde hij af. Later keerde hij terug naar Andover om een handelaar te worden. Hij sloot zich aan bij de plaatselijke militie, werd verkozen om de stad te vertegenwoordigen in het Huis van Afgevaardigden van Massachusetts en in 1775 bij het Provinciaal Congres van Massachusetts dat fungeerde als een revolutionaire regering.

### De revolutie
Osgood leidde een lokale groep van militairen in de slag bij Lexington en Concord in het voorjaar van 1775. Ze volgden de terugtrekkende Britten en werden onderdeel van het Beleg van Boston. Naarmate er zich meer troepen verzamelden, werd hij benoemd tot majoor van een brigade terwijl hij in Cambridge (Massachusetts) diende. Hij werd assistent van generaal Artemas Ward, en werd later gepromoveerd tot kolonel. Toen de belegering in het voorjaar van 1776 slaagde, verliet Osgood het leger en keerde terug naar het provinciale congres.
Het Provinciaal Congres benoemde Osgood tot de Massachusetts Board of War en hij diende daar tot 1780 toen de regering werd gereorganiseerd. Hij was een afgevaardigde naar de constitutionele conventie van de staat in 1779-1780. Onder de nieuwe grondwet werd hij in 1780 verkozen in de Senaat van Massachusetts en diende hij twee termijnen. De nieuwe regering benoemde Osgood als een van hun afgevaardigden naar het Continentale Congres en hij diende daar van 1782 tot 1784.
Na een korte termijn in het Huis van Afgevaardigden van Massachusetts in 1784, benoemde de gouverneur Osgood in 1785 tot rechter, maar hij nam al snel ontslag toen het Nationale Congres hem later dat jaar tot commissaris van de Schatkist benoemde. Hij verhuisde naar New York om deze functie op zich te nemen, die hij bekleedde tot het einde van de Congresregering.

### Postmeester-generaal en carrière in New York
Toen in 1789 een nieuwe Amerikaanse regering werd geïnstalleerd, benoemde president Washington hem in zijn kabinet tot de eerste postmeester-generaal onder de nieuwe Amerikaanse grondwet, ter vervanging van Ebenezer Hazard die door het Continentale Congres tot postmeester van de stad New York werd aangesteld. Osgood diende als postmeester van 1789 tot 1791. Een van de eerste dingen die Osgood deed, was de omvorming van het postkantoor in Baltimore in het nieuwe regionale hoofdkwartier. Osgood beval de zittend postmeester Mary Katharine Goddard om ontslag te nemen en verving haar door John White.
De zetel van de federale regering was op dat moment in New York en de officiële residentie van de president bevond zich in het Samuel Osgood House op Cherry Street 3, het huis van Samuel Osgood en zijn familie. Osgood bood het landhuis aan Washington aan zodat de president en zijn vrouw wat toen als het mooiste huis van de stad werd beschouwd als hun thuis zouden hebben. De residentie werd zo Amerika's eerste presidentiële herenhuis.
Toen de federale regering voor een periode van tien jaar naar Philadelphia voordat ze zich uiteindelijk in Washington vestigde, koos Osgood ervoor in New York te blijven en nam in 1791 ontslag. Osgood was een presidentiële kiezer in 1792, en bracht zijn stemmen uit voor George Washington en George Clinton.
Hij was lid van het Huis van Afgevaardigden van de staat New York in 1800-1801 en 1802, en was voorzitter van de Staatsvergadering van New York in deze periode. In 1803 werd hij door president Thomas Jefferson benoemd tot marineofficier van de haven van New York, een functie die hij tot aan zijn dood bekleedde. Het laatste jaar van zijn leven was hij president van de nieuwe City Bank of New York.
Osgood was lid van de American Philosophical Society en wijdde in zijn latere jaren tijd aan schrijven en studeren. Hij had een uitgebreide correspondentie met onder meer George Washington en Thomas Jefferson.

### Privéleven
Op 4 januari 1775 trouwde Osgood met Martha Brandon, die in 1778 stierf. Op 24 mei 1786 trouwde Osgood met Maria Browne (1754-1813), weduwe van Walter Franklin en moeder van Maria Franklin Clinton, eerste vrouw van de gouverneur van New York DeWitt Clinton. Ze hadden een dochter genaamd Martha Brandon Osgood, die met diplomaat Edmond-Charles Genêt trouwde. Osgoods broer, Isaac, trouwde op 12 oktober 1790 met Sarah Pickman (1772-1791); na haar dood trouwde hij op 8 december 1794 met haar zus, Rebecca Taylor Pickman (1775-1801). Ze kregen een zoon, Isaac Osgood Jr., wiens dochter Charlotte met Moses T. Stevens trouwde, en een dochter, Sally Pickman Osgood, die met Bailey Loring trouwde en een zoon kreeg, George B. Loring. Ten derde trouwde Isaac in 1802 met Mary Pickman, een nicht van zijn eerste twee vrouwen. Zijn eerste twee vrouwen waren nichten van, en zijn derde vrouw een zus van Benjamin Pickman.

### Dood
Hij stierf in 1813 in New York.
Zijn geboortehuis in North Andover (Massachusetts) ligt in een straat die naar zijn familie is genoemd, en staat vermeld in het National Register of Historic Places, net als zijn woonplaats in New York. Kolonel Osgoods portret hangt sinds het presidentschap van Abraham Lincoln in de President's Room van het Capitool in Washington.

## Verder lezen
- Samuel Osgood (April 1889). Sketch of the Life of Samuel Osgood. The Magazine of American History with Notes and Queries 21 (4): 324–8.